# 半沢英一
半沢 英一（はんざわ えいいち、1949年 - ）は日本の数学者。金沢大学准教授。
東北大学理学部数学科卒業。理学博士。2000年3月31日、狭山事件の第2次再審の異議審で弁護団に依頼され「狭山事件脅迫状と石川一雄氏筆跡の異筆性」を提出した（半沢鑑定）。

## 著書
- 『狭山裁判の超論理』解放出版社、2002年。
- 『雲の先の修羅―『坂の上の雲』批判』東信堂、2009年。
- 『邪馬台国の数学と歴史学—九章算術の語法で書かれていた倭人伝行路記事』ビレッジプレス、2011年。
- 『天皇制以前の聖徳太子—「隋書」と「記」と「紀」の主権者矛盾を解く』ビレッジプレス、2011年。

## 論文
- 「ステファン問題の古典解」（「東北数学雑誌」第33巻、英文、博士論文）
- 「超関数理念の一般化（英文）」（『日本産業応用数学雑誌』1992年）
- 「数学と冤罪—弘前事件における確率論誤用の解析」（『被告最高裁』庭山英雄編、技術と人間社、1995年）
- 「倭人伝の短里と中国古代天文学」（『日本書紀研究 第22冊』横田健一編、塙書房、1999年）
- 「「古代天皇家」の社会史的実像」（『日本書紀研究 第23冊』横田健一編、塙書房、2000年）
- 「聖徳太子法皇倭王論」（『日本書紀研究：第24冊』横田健一編、塙書房、2002年）
- 「ナッシュの等距離埋蔵論文の影響についての私見」（『ナッシュは何を見たか』シュプリンガー・フェアラーク東京、2005年）
- 「ナッシュのゲーム理論─正義と競争の数学的関係」（『数学通信』日本数学会編、2007年）